# Mandevilla gracilis
Mandevilla gracilis är en oleanderväxtart som först beskrevs av Carl Sigismund Kunth, och fick sitt nu gällande namn av J.F.Morales. Mandevilla gracilis ingår i släktet Mandevilla och familjen oleanderväxter. Inga underarter finns listade i Catalogue of Life.